# Campanha da Fraternidade de 2006
O tema da Campanha da Fraternidade de 2006 foi deficiência física.
O trabalho da Conferência Nacional dos Bispos do Brasil (CNBB) em 2006 realmente é fundamental para o desenvolvimento dessa visão que carece pela sociedade. Dessa forma, a campanha propôs algumas mudanças de atitudes à sociedade, apresentadas em síntese, em relação aos deficientes físicos, conforme segue:
- Deixar de entender a deficiência como doença, nem como fatalismo, maldição, pecado da família ou incapacidade: entender a deficiência como uma diferença natural, através da desconstrução e desqualificação do preconceito
- Deixar de entender a deficiência como uma questão individual, e sim como uma questão social com dever de todos, por meio de políticas públicas que adaptem os meios de convívio com a sociedade e garantam os direitos pela inclusão social
- Conceder a autonomia dos deficientes, de forma que possam participar decidindo sobre a construção de sua história, com o fortalecimento dos conselhos municipais e estaduais em defesa de seus direitos
- Promover ações de prevenção das deficiências, com campanhas permanentes
- Promover ações de dignidade e inclusão voltadas para a geração de emprego e renda